# Hasarius kweilinensis
Hasarius kweilinensis là một loài nhện trong họ Salticidae. Loài này được phát hiện ở Trung Quốc.